# WISO (Fernsehsendung)
WISO (offiziell: ZDF WISO) ist ein jeweils montags um 19:25 Uhr ausgestrahltes Wirtschafts- und Verbrauchermagazin des ZDF. Die Sendung wird seit dem 3. Januar 1984 als Nachfolgesendung von Bilanz ausgestrahlt. Moderiert wird WISO im Wechsel von Marcus Niehaves und Sarah Tacke. Die Sendung wird live gesendet. Vereinzelt erfolgt statt der Livesendung eine WISO-Dokumentation zu einem speziellen Thema.
In den 1980er Jahren setzte sich WISO für die deutsch-deutsche Annäherung ein. 1986 sendete das ZDF als erster westlicher Sender eine komplette Ausgabe aus der DDR von der Leipziger Messe. Weitere Sendungen live aus Betrieben in der DDR folgten in den nächsten Jahren.
Die Sendung befasst sich hauptsächlich mit Themen aus den Bereichen Wirtschaft und Soziales, vorwiegend aus Sicht von Konsumenten, Mietern, Arbeitnehmern und Rentnern. Die Anfangsbuchstaben der Themenbereiche Wirtschaft und Soziales ergeben den Sendungsnamen.
Laut ZDF kostet eine Sendung ca. 60.000 Euro (Stand 2023).

## Moderatoren
- 1984 bis 1986: Friedhelm Ost (Moderator und Redaktionsleiter)[1]
- 1986 bis 1992: Hans-Ulrich Spree (Moderator und Redaktionsleiter)
- 1986 bis 2002: Michael Jungblut (Moderator und Leiter der ZDF-Hauptredaktion Wirtschafts-, Sozial- und Umweltpolitik)
- 1992 bis 2014: Michael Opoczynski (Moderator und Leiter der ZDF-Hauptredaktion Wirtschaft, Recht, Soziales, Service und Umwelt)
- 2003 bis 2004: Angela Elis (Moderationsvertretung)
- 2004 bis 2011, 2023, 2025: Valerie Haller (Moderationsvertretung)
- 2011 bis 2016: Martin Leutke (Moderator und Redaktionsleiter)
- seit 2014: Sarah Tacke (Moderationsvertretung und Leiterin der ZDF-Redaktion Recht und Justiz)
- seit 2016: Marcus Niehaves (Moderator und Redaktionsleiter)
- 2018 bis 2019: Eva Mühlenbäumer (Moderationsvertretung)
- 2021: Carsten Rüger (Moderationsvertretung)

## Themenblöcke
In jeder Sendung befinden sich verschiedene Blöcke, die sich speziell mit einem Themenbereich befassen:
- WISO-Tipp: Hier werden Tipps zu einem aktuellen Thema vermittelt. Es werden Hinweise zu Förderungen, Steuern, Technik u. a. gegeben. Moderiert von WISO-Redakteuren Birgit Franke, Claudia Krafczyk, Sven-Hendrik Hahn.
- WISO ermittelt: Ein Detektiv macht sich auf die Spur von Hintermännern unseriöser Machenschaften. Manfred Lehmann spielt den Detektiv.
- Das Allerletzte: Hier wird ein besonders kurioser Fall von Behördenwillkür oder Ärger mit Unternehmen beschrieben.
- expertenthema: Zu einem bestimmten Thema können die Zuschauer Experten im Studio anrufen oder im Chat mit ihnen reden.
- WISO Stichprobe: Test von Produkten, Dienstleistungen etc.
- WISO Tacker: Kurznachrichten zu allen Themengebieten der Sendung.
- WISO-Werkstatt: Andreas Keßler löst während der Sendung ein Problem an einem Auto.
- WISO Duell: Zu einem bestimmten Thema werden Produkte, Dienstleistungen usw. getestet und miteinander verglichen.

## Online und Social Media
Neben den Hintergründen zur Sendung bietet der Internetauftritt von WISO (wiso.de) die gesamte Sendung als Stream on Demand an. Im Forum können die Nutzer diskutieren und während der Sendung im Chat Fragen zum jeweiligen „Experten-Thema“ stellen.
Die Marke WISO ist zudem seit vielen Jahren auf unterschiedlichen digitalen Kanälen präsent. Auf Instagram informiert die Redaktion über Alltagsfragen und gibt Tipps und Ratschläge. Der Instagramkanal WISO.finanzen informiert über Spartipps und Geldanlagen. Auch auf Facebook ist WISO präsent.

## WISO-Software

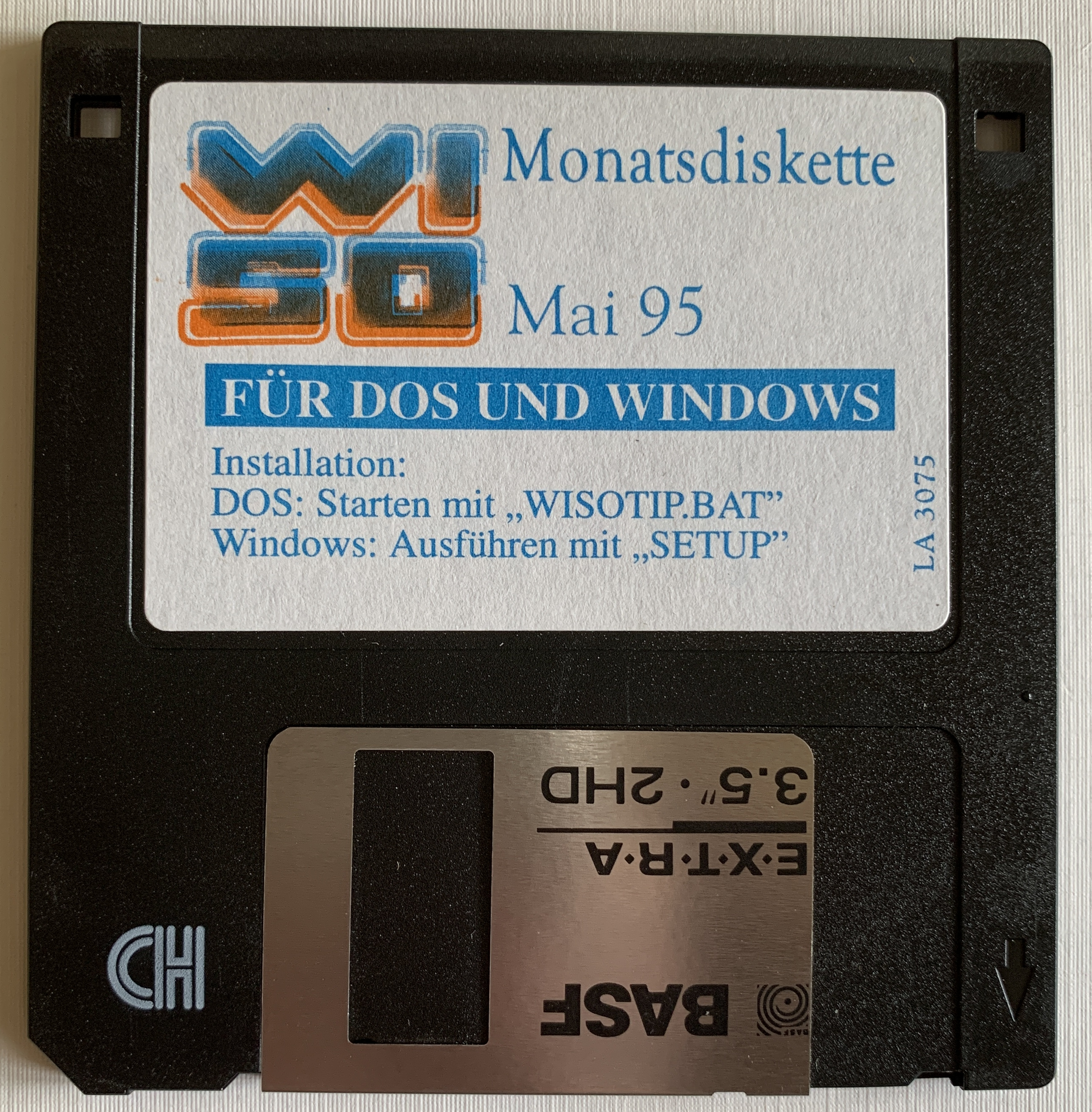
WISO-Monatsdiskette von 1995

In Zusammenarbeit mit dem Unternehmen Buhl Data Service GmbH bringt die WISO-Redaktion verschiedene Softwarepakete auf den Markt.

### WISO-Monats-CD
WISO bringt seit Januar 1992 jeden Monat in Zusammenarbeit mit Buhl Data Service eine kostenpflichtige CD-ROM, die WISO-Monats-CD, heraus, auf der sich Programme befinden, die die Themen der Sendung nochmal aufgreifen. Oft sind das Steuer- und andere Rechner. Daneben erschien ebenfalls eine WISO-Monats-Diskette.

### WISO Steuer
WISO Steuer-Sparbuch ist eine jährlich erscheinende Software zur Erstellung einer Steuererklärung, insbesondere der Einkommensteuererklärung und damit zusammenhängender Erklärungen und Hilfsmittel zu ihrer Erstellung. Die Software ist zum ersten Mal im März 1991 für das Steuerjahr 1990 erschienen und lief unter MS-DOS. Im Jahr 1993 kam für das Steuerjahr 1994 die erste Microsoft-Windows-Version auf den Markt.
1999 war es erstmals möglich, mit der Web-Anwendung WISO Internet-Sparbuch die Einkommensteuererklärung für 1998 online zu erfassen und per ELSTER auch online an das zuständige Finanzamt zu versenden. Die Jahresangabe des WISO-Sparbuch bezieht sich immer auf das Erscheinungsjahr und nicht auf das vergangene Veranlagungsjahr der Steuer.
Für das Steuerjahr 2011 erscheint die WISO-Steuersoftware erstmals für das Apple-Betriebssystem Mac OS. Das WISO Steuer-Sparbuch ist nach der kostenlosen ELSTER-Software die am zweithäufigsten verwendete Steuersoftware in Deutschland. Zum Release 2023 für das Steuerjahr 2022 hat die Buhl Data Service GmbH das Produkt von "WISO Steuer-Sparbuch" in "WISO Steuer" umbenannt.

### WISO MeinBüro
WISO MeinBüro ist eine kaufmännische Softwarelösung aus der WISO-Softwarereihe. Sie richtet sich an Selbstständige, Freiberufler und kleine bis mittlere Unternehmen (KMU) im deutschsprachigen Raum. Die Anwendung ermöglicht unter anderem die Verwaltung von Angeboten, E-Rechnungen, Aufträgen, Kunden, Artikeln, Buchhaltung sowie Steuerdokumenten. Sie wird ebenfalls von der Buhl Data Service GmbH mit Sitz in Neunkirchen (Nordrhein-Westfalen) entwickelt und vertrieben.

### Sonstige Software
Daneben gibt es noch die Finanzverwaltungssoftware WISO Mein Geld sowie Programme zur Depotverwaltung, Buchhaltung, Wohnungsvermietung u. a., welche ebenfalls von Buhl Data Service produziert werden.

## WISO-Bücher
Seit 2006 erscheint die WISO-Ratgeberreihe beim Campus-Verlag aus Frankfurt. Bislang sind über 20 Titel erschienen.

## WISO-Videotext
Begleitend zur wöchentlichen Sendung sind wichtige Informationen im Videotext des ZDF auf Seiten 530 bis 536 hinterlegt.

## WISO plus
Seit Start des Senders ZDFinfo im Jahr 2011 gibt es dort den Ableger WISO plus, der sich vor allem an Zuschauer zwischen 30 und 50 Jahren richtet. Gesendet wurde WISO plus vor der heute-Sendung. In jeder Sendung wird ein Themenschwerpunkt aus den Bereichen „Umwelt“, „Recht“, „Geld“, „Technik“ und „Leben“ behandelt. Präsentiert werden beispielsweise Anregungen und Tipps von der Kindererziehung über Einkaufen im Netz und rechtliche Fragen beim Bloggen bis hin zu Fitness und gesunder Ernährung. Im Internet bietet die Sendung darüber hinaus Check- und Linklisten zu den Beiträgen, Experteninterviews, ergänzende Videos und die Möglichkeit, Themen zu diskutieren, Fragen zu stellen und Vorschläge zu machen. Moderiert wird das Magazin im Wechsel von Martina Andrecht, Olesja Marchukova und Marcus Niehaves.

## Auszeichnungen
- 2014: Preis für herausragenden Wirtschaftsjournalismus der Friedrich und Isabel Vogel-Stiftung für die Sendung „WISO – was wäre wenn … Deutschland ohne EU“ von Johannes Backes, Thomas Becker, Jens Hahne, Meike Hemschemeier und Christoph Weber